# Operculum (mos)

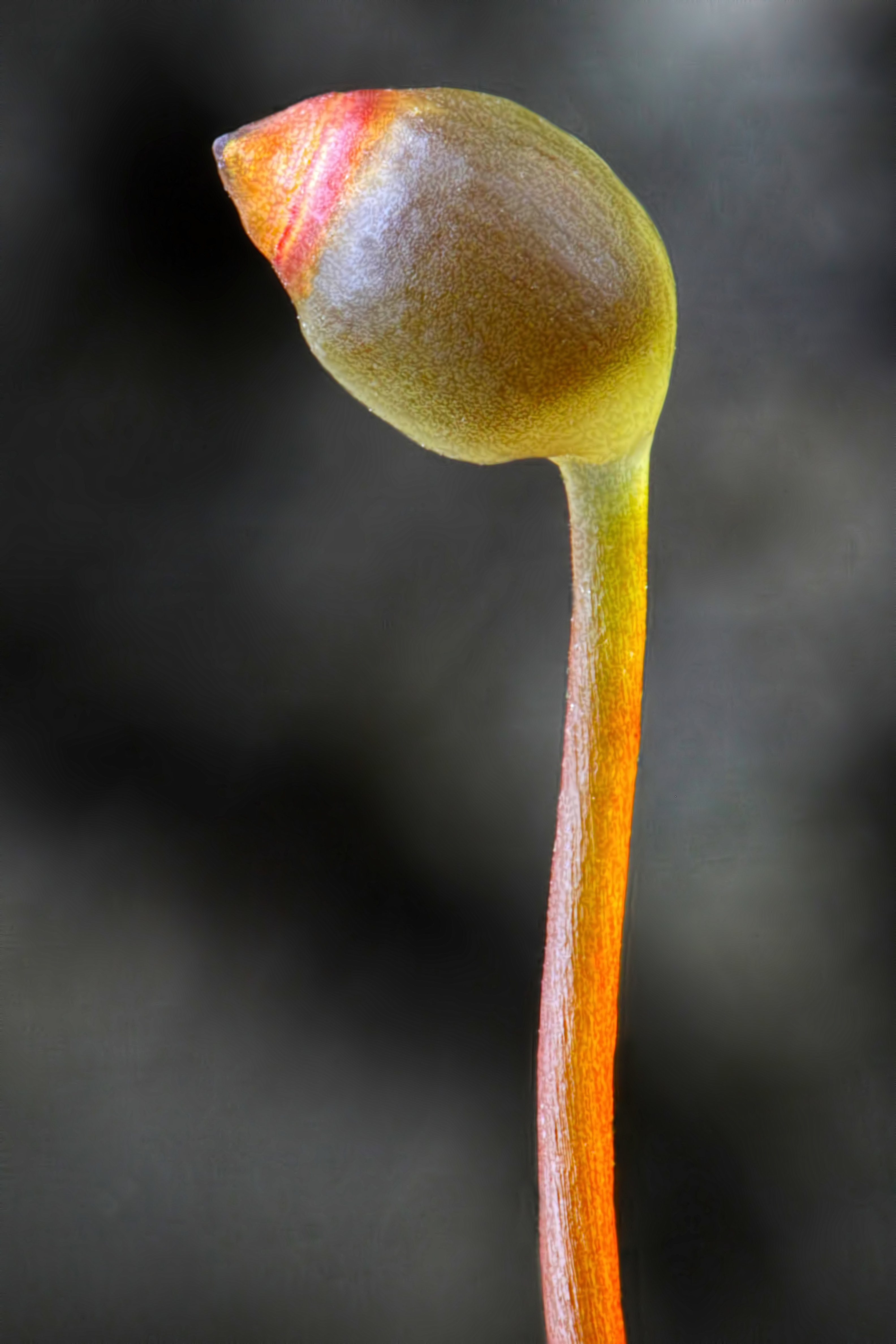
sporenkapsel met een kegelvormig dekseltje

Het operculum is een dekseltje dat veel mossen hebben aan de top van het sporenkapsel. Het is met een ring (annulus) bevestigd op de mond van het sporenkapsel. Na het rijp worden van de sporen valt het dekseltje af, waarna de sporen vrij kunnen komen, wat bij veel mossen geregeld wordt door een peristoom.